# Agrostis exasperata
Agrostis exasperata é uma espécie de gramínea do gênero Agrostis, pertencente à família Poaceae.